# Kalanchoe quadrangularis
Kalanchoe quadrangularis är en fetbladsväxtart som beskrevs av Descoings. Kalanchoe quadrangularis ingår i släktet Kalanchoe och familjen fetbladsväxter. Inga underarter finns listade i Catalogue of Life.